# Ole Vind
Ole Vind, född 1590, död den 18 augusti 1646, var en dansk präst.
Vind blev 1625 präst i Köpenhamn och hamnade 1642 vid Vor Frue Kirke. 1645 riktade han under en predikan stark kritik mot hovet för dess lastbara leverne.
På befallning av kung Kristian IV höll han sedan samma predikan på slottet; som belöning för sin frimodighet blev han utnämnd till hovpredikant och kungens biktfader.